# Mikael Lybeck

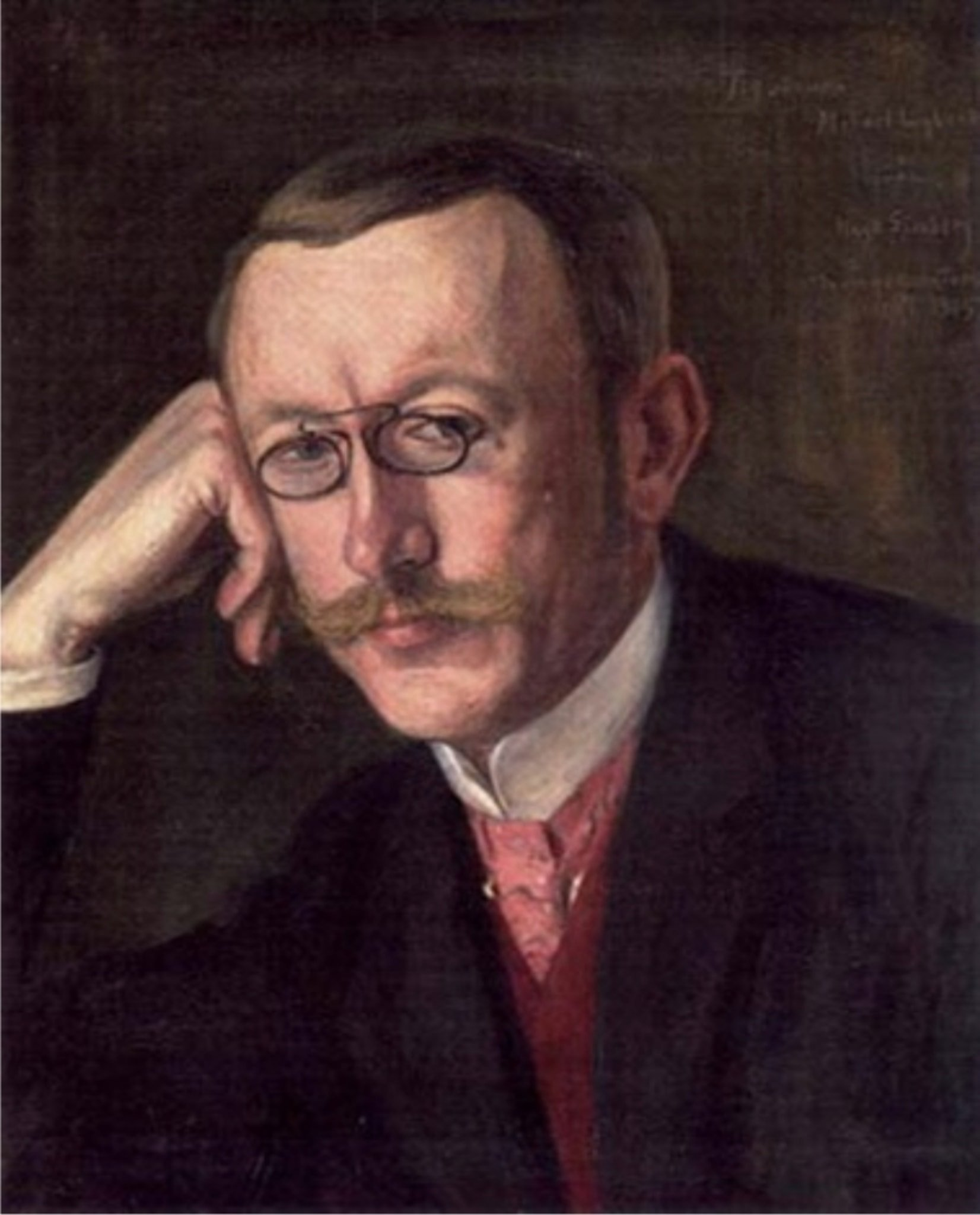
Mikael Lybeck (Ölgemälde von Hugo Simberg, 1905)

Karl Mikael Lybeck (* 18. März 1864 in Nykarleby; † 11. Oktober 1925 in Grankulla) war ein finnlandschwedischer Schriftsteller.

## Leben
Mikael Lybeck wuchs als jüngstes von vier Geschwistern an der finnischen Westküste auf, wo die Bevölkerung mehrheitlich Schwedisch spricht. Sechs weitere Geschwister starben bereits als Kleinkinder. Sein Vater Johan Adolf Lybeck wirkte als Richter am Amtsgericht; seine Mutter Augusta Lindqvist starb, als Mikael neun Jahre alt war. 1875 wurde er zusammen mit seinem Bruder Paul Werner nach Helsinki geschickt, wo sich die Jungen am Helsingfors Lyceum einschrieben. Dort legte Mikael Lybeck 1882 sein Abitur ab.
Im selben Jahr nahm er an der Universität Helsinki ein Studium der Literaturwissenschaft auf, das er 1887 abschloss. Danach begab er sich für ein Jahr nach Deutschland, wo er überwiegend in München weitere Studien betrieb. Während dieser Zeit begann sich erstmals eine Hörschwäche bemerkbar zu machen, die sich allmählich zu einer fast völligen Taubheit entwickelte.
In Finnland siedelte er sich zunächst wieder in seinem Heimatort Nykarleby an. 1890 gab er sein erstes Buch, einen teilweise noch in der Romantik verhafteten Gedichtband mit dem schlichten Titel Dikter (Gedichte), heraus, der von der Kritik wohlwollend aufgenommen wurde. 1893 nahm er eine Stellung an der Universitätsbibliothek Helsinki an. Kurz darauf lernte er Louise Sanmark kennen, die er 1898 heiratete. Im Winter 1906/07 ließ das Paar etwas außerhalb von Helsinki, in Grankulla, die Villa Vallmogård errichten, wo Lybeck fortan hauptberuflich als Autor arbeitete. 1925 starb er in der Villa, die 1982 in ein Kulturzentrum umgewandelt wurde.

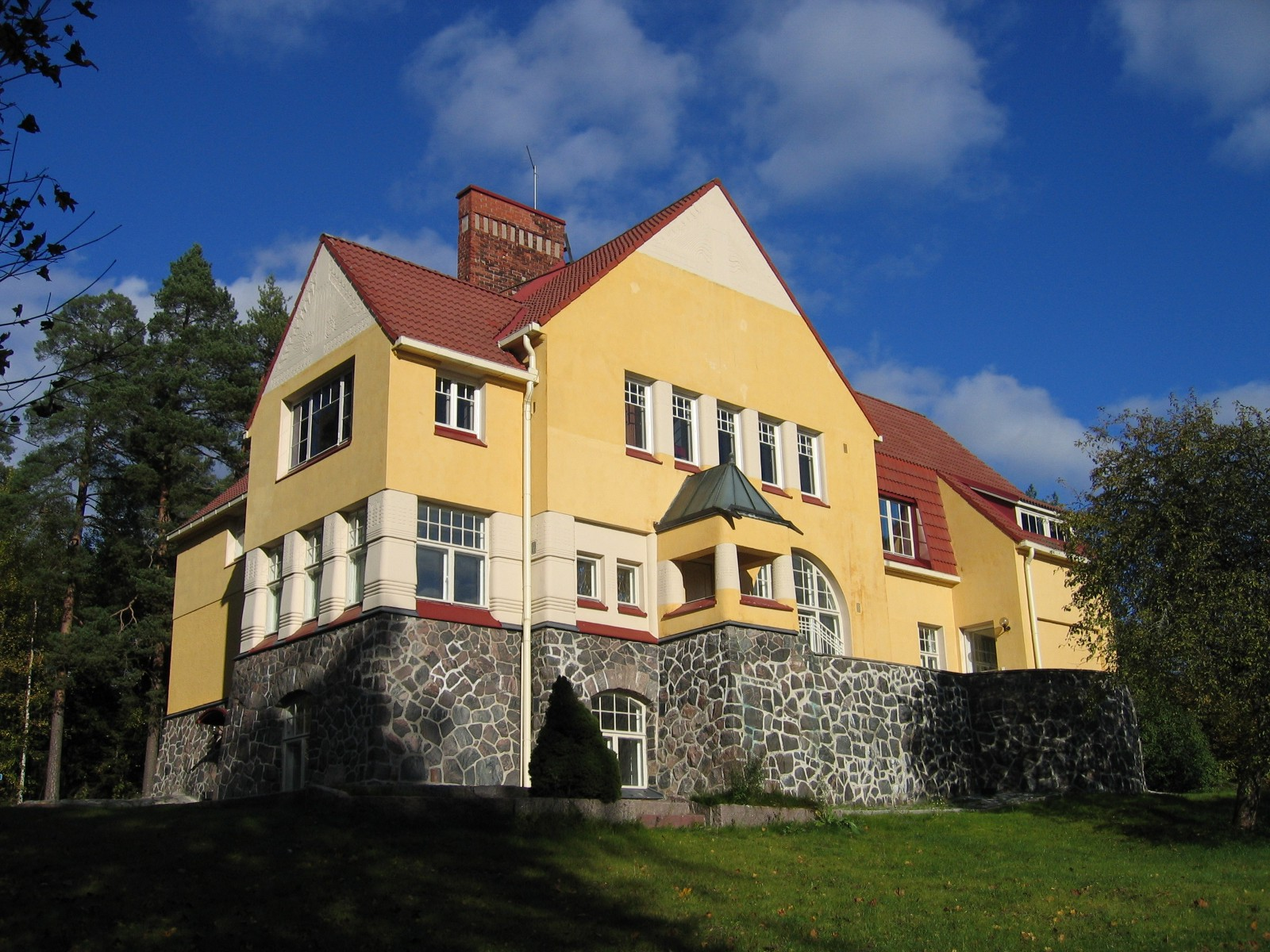
Villa Vallmogård in Grankulla, Wohn- und Arbeitsort Lybecks ab 1907

Mikael Lybeck ist der Vater des Malers Nils Lybeck und der Großvater des Kinderbuchautors Sebastian Lybeck.

## Werk
Seinen Durchbruch als Schriftsteller erlebte Lybeck 1900 mit dem Roman Den starkare (Der Stärkere), der Einflüsse von Henrik Ibsen und Alexander Kielland aufweist und noch ganz dem sogenannten Modernen Durchbruch in der skandinavischen Literatur verpflichtet ist. In zeittypischer Weise konfrontiert Lybeck in dem Roman das aufklärerische Denken eines Skeptikers mit der Heuchelei eines Erweckungspredigers. Beide Männer, ursprünglich Schulfreunde, kämpfen um dieselbe Frau. Lybeck verzichtet völlig auf jede Ornamentik und entfaltet einen rhythmischen, lakonischen Stil, einen „ruhelosen Präsenspuls“, den er in seinen nächsten Prosaarbeiten noch verfeinern sollte.
Zu seinen besten Arbeiten zählen Literaturwissenschafter den Roman Tomas Indal. En början och ett slut (1911; wörtlich: Tomas Indal. Ein Anfang und ein Ende), der die letzten Monate eines in seine Heimatstadt zurückgekehrten Zynikers behandelt. Wohl die Einzige, die die Intelligenz des Arztes und Alkoholikers erkennt, ist die Buchhändlerin Rut Bertels, die jedoch nach einem traumatischen Verhältnis in ihrer Jugend, als sie fast vergewaltigt wurde, Sexualität und Bindungen scheut. „Ich verkörpere fast eine ganze Generation“, sagt der zwanghaft ironische und nur scheinbar weltgewandte Protagonist, womit er auf die sogenannten „Åttiotalister“ anspielt, die Intellektuellen der 1880er-Jahre, die durch Positivismus, Vertrauen in die Wissenschaft, Religionsüberwindung und Gesellschaftskritik gekennzeichnet waren. Möglicherweise handelt es sich bei Tomas Indal um ein Porträt von Mikael Lybecks älterem Bruder Paul Wilhelm, der selbst einen (postum veröffentlichten) Band mit Erzählungen verfasste.
Lybecks Briefroman Breven til Cecilia (Briefe an Cecilia) aus dem Jahr 1920 wird heute vor allem wegen seiner souveränen Sprachbehandlung gerühmt. Ein weltabgewandter Kunsthistoriker, der in der Renaissance Kunst und Leben harmonisch vereint sieht, entrückt die von ihm bewunderte, jedoch auch hinterhältige Cecila durch zu starke Idealisierung, so dass seine Liebe und sein Leben unglücklich bleiben müssen.
Während die Romane Lybecks im Naturalismus fußen, weisen seine sechs Schauspiele teilweise bereits symbolistische Züge auf. Dies gilt nicht zuletzt für sein erstes Drama, Ödlan (Die Eidechse), das am 6. April 1910 mit Musik von Jean Sibelius im schwedischsprachigen Svenska Teatern in Helsinki uraufgeführt wurde. Lybeck gestaltet hier den Konflikt zwischen Irdisch-Fleischlichem und Geistig-Ideellem – die Variation eines typischen Themas im Œuvre des Autors. Adla, die das Fleischliche verkörpert, erscheint am Ende des Stückes in einem Eidechsenkostüm und wird von ihrem Cousin und Kindheitsfreund Alban, dessen Begierde sie erweckte, von einem Balkon gestürzt. Nach Ansicht des Kritikers Olaf Homén versucht Alban in dieser Szene, „das Minderwertige im Menschen zu töten, ein Prinzip zu überwinden“. Das Stück wurde von Adolf Paul ins Deutsche übersetzt. In Lybecks Dramatik macht sich der häufiger bemängelte „statische Grundton“ seiner Dichtung, die stark mit Gegensätzen arbeitet und den Menschen wenig Entwicklungspotenzial einräumt, besonders stark bemerkbar. Insgesamt erwiesen sich seine Schauspiele als wenig bühnentauglich; heute werden sie nur noch selten aufgeführt.
Zu Lybeck stärksten lyrischen Arbeiten wird der 1918 erschienene Band Dödsfången (etwa: Im Tode gefangen) gerechnet, in dem der Erste Weltkrieg, die russische Oktoberrevolution und der Finnische Bürgerkrieg den Hintergrund bilden. Mit großem Einfühlungsvermögen gibt er die Gedanken und Fieberträume eines verwundeten Soldaten wieder, der angesichts der erlebten Verwüstungen nicht mehr an eine Zukunft glaubt.

## Veröffentlichungen (Auswahl)
- Dikter, 1890 (Gedichte)
- Unge Hemming. Karaktärsstudie, 1891 (Prosa)
- Dikter. Andra samlingen, 1895 (Gedichte)
- Den starkare, 1900 (Roman)
- Dikter III, 1903 (Gedichte)
- Ödlan, 1908 (Schauspiel)
- Tomas Indal. En början och ett slut, 1911 (Roman)
- Dynastin Peterberg. En stilla komedi, 1913 (Schauspiel)
- Bror och syster, 1915 (Schauspiel)
- Hennerson. Historien om en gårdskarl, 1916 (Romn)
- Den röde André, 1917 (Schauspiel)
- Dödsfången. En diktcykel, 1918 (Gedichte)
- Breven till Cecilia, 1920 (Roman)
- Samlade arbeten I–XI, 1921–1923 (Gesammelte Werke)
- Schopenhauer. Scener ur hans ungdom, 1922 (Schauspiel)
- Domprosten Bomander, 1923 (Schauspiel)
- Samtal med Lackau under hans levnads sista halvår, 1925 (Roman)

## Sekundärliteratur
- Mogens Brøndsted, Nordische Literaturgeschichte, 2 Bde., Bd. 2: Von 1860 bis zur Gegenwart, München 1982, S. 265 ff.
- Michel Ekman, Finlands svenska litteratur 1900–2012. Helsinki/Stockholm 2014, S. 40–43. (Deutsche Übersetzung: Finnlands schwedische Literatur. Aus dem Schwedischen von Regine Elsässer. Münster 2014.)
- Wilhelm Friese, Nordische Literaturen im 20. Jahrhundert. Stuttgart 1971, S. 57.
- Erik Kihlman, Dikteren på Vallmogård. In: Ord och Bild, 35, 1926, S. 343–354.
- Erik Kihlman: Mikael Lybeck : liv och diktning / Erik Kihlman (= Skrifter utgivna av Svenska litteratursällskapet i Finland). Svenska litteratursällskapet i Finland, Helsinki 1932, urn:nbn:fi-fd2019-00022092 (schwedisch).
- Pertti Lassila, Geschichte der finnischen Literatur. Aus dem Finnischen von Stefan Moster, Tübingen 1996, S. 94.
- George Schoolfield, A History of Finland's Literature. Lincoln (Nebraska), S. 402–407.
- Thoms Warburton, Åttio år finlandssvensk litteratur. Stockholm 1984, S. 19 ff.